# Instituto Inversor de la Provincia de Buenos Aires

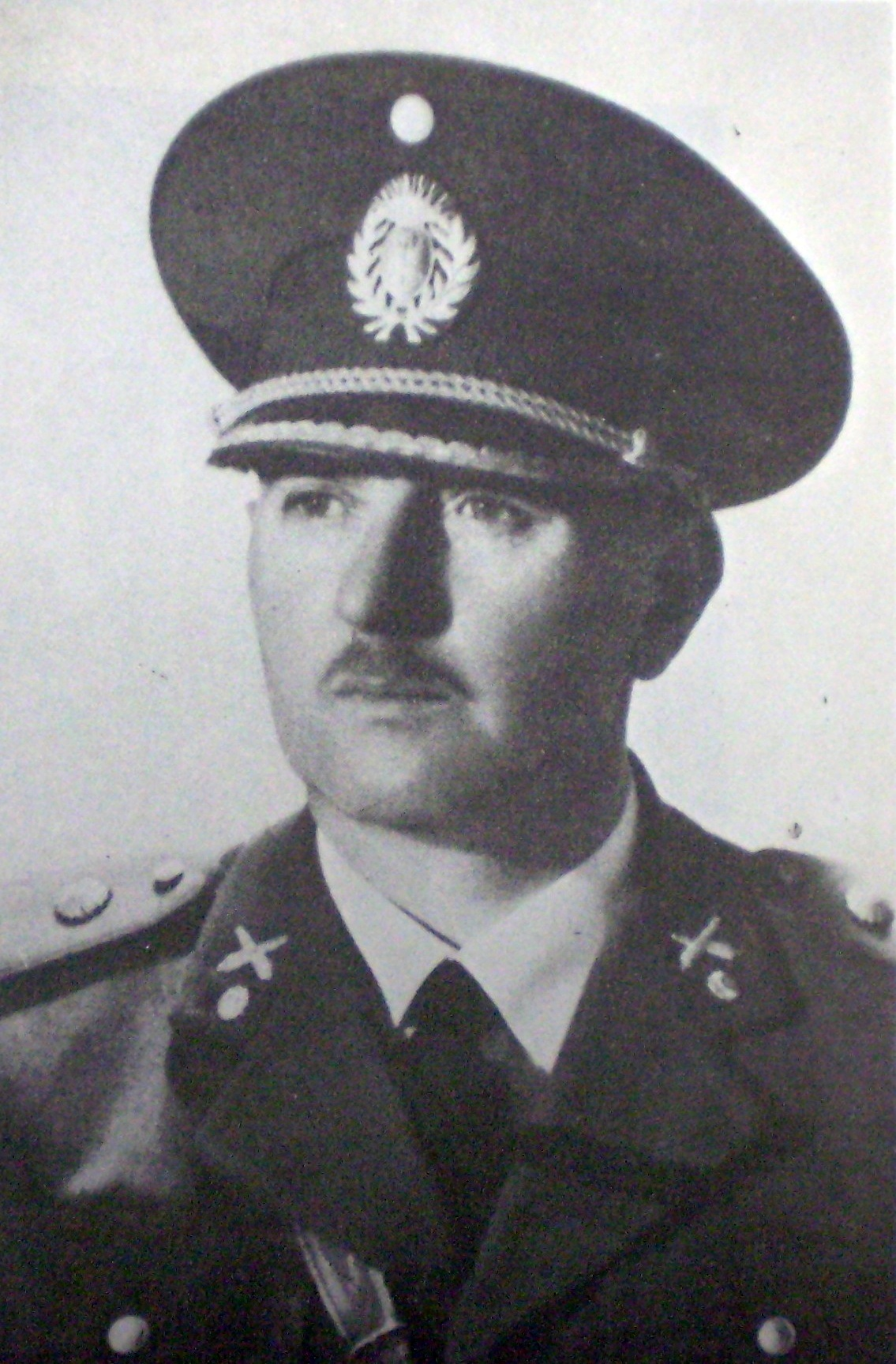
Domingo A Mercante

El Instituto Inversor de la Provincia de Buenos Aires fue un organismo oficial creado en 1948, por idea y a instancias del Cnel. Domingo Mercante, en ese entonces Gobernador de la Provincia de Buenos Aires.
El objetivo del Instituto era el de promover el desarrollo de diversas zonas de la provincia, crear balnearios, termas y lugares de turismo, y propender al mejoramiento de los ya existentes, formar nuevos centros urbanos realizando loteos y construcción de viviendas, y fomentar la actividad agrícola ganadera e industrial en la provincia.
El Instituto Inversor de la Provincia de Buenos Aires, tuvo papel preponderante en el desarrollo de la República de los Niños, cuya realización requirió del trabajo de 1.600 obreros durante dos años e incluyó la construcción de aproximadamente 12.000 m² cubiertos.

## Historia
El Instituto fue creado por ley 5399 del Congreso de la provincia de Buenos Aires, en diciembre de 1948, con la forma de una entidad autárquica, cuya dirección estaría a cargo de un Consejo de Administración, presidido por el presidente del Banco de la Provincia de Buenos Aires, y seis miembros nombrados por el Ejecutivo provincial. El Ministro de Hacienda, Economía y Previsión, actuaría como consejero ex oficio, asistiendo a las reuniones del Instituto, con voz, pero sin voto.
El Instituto era encargado de la inversión de los fondos del Instituto de Previsión Social, y de reinvertir sus utilidades. Podía comprar tierras para llevar adelante sus proyectos, y tenía además la atribución de solicitar al Poder Ejecutivo la expropiación de aquellos bienes que necesitase para el cumplimiento de sus fines.
La creación del Instituto se articula como parte del proyecto político de Domingo Mercante, el cual incluía la estrategia de que el gobierno tome control de las concepciones urbanísticas, como herramienta contenedora de un uso social de la tierra.
El 4 de junio de 1952, el Mayor Carlos Vicente Aloé asumió la gobernación en reemplazo de Mercante, y comenzó una campaña persecutoria contra su antecesor y su obra de gobierno. La imagen de Mercante fue censurada en la prensa oficial. Sus colaboradores más inmediatos, los exministros Julio C. Avanza, Miguel López Francés y Raúl Mercante fueron perseguidos.
En agosto de 1952, dos meses después de asumir, el gobernador Aloé presentó al congreso provincial un proyecto de ley de sólo dos artículos para derogar la ley de creación del Instituto Inversor. El proyecto fue tratado inmediatamente sobre tablas, aprobado y promulgado en tiempo récord de una semana. El Ministerio de Hacienda, por medio del Banco de la Provincia de Buenos Aires, debía hacerse cargo de la inmediata liquidación del Instituto.

## Obras realizadas
Durante su corta existencia, el Instituto Inversor realizó importantes obras, que marcaron significativamente el futuro de muchas poblaciones de la Provincia de Buenos Aires. 
Posiblemente, el proyecto más destacado sea el plan, iniciado en 1949, para la creación de la «Ciudad-jardín El Libertador». Este plan fue iniciativa del Gobierno de la Provincia, y desarrollado por la Comisión Asesora del Gran Buenos Aires por medio de estudios de arquitectura privados sobre tierras propiedad del Instituto Inversor. La creación de «ciudades satélite» fue parte de la estrategia para tender a la descentralización de la Ciudad de Buenos Aires, cuya hipertrófia ya comenzaba a constituir un problema. La realización del plan llevaría entre tres y cinco años para construir 3.756 viviendas destinadas a una población de 15.607 personas, incluyendo zonas industriales y toda la infraestructura necesaria.
En octubre de 1949, el Instituto recibe cuatro lotes del frente costero de 500 metros que fueron expropiadas para el ensanche del ejido de la ciudad de Necochea; el vivero dunícola «Florentino Ameghino» de Miramar; mil hectáreas de tierras fiscales del Parque Sierra de la Ventana; y 95 hectáreas en el partido de La Plata, próximas a la estación Gonnet, expropiadas al «Swift Golf Club».
En 53, de las 95 ha de Gonnet, el Instituto Inversor realizaría poco después el centro de educación y recreación infantil República de los Niños, el cual es considerado el primer parque temático de América. Este parque habría sido visitado por Walt Disney en 1952, sirviéndole como fuente de inspiración para desarrollar más tarde sus proyectos en Estados Unidos.
El plan regulador y de urbanización de la ciudad de Necochea, formaba parte de un plan de urbanización costera, orientado hacia un turismo masivo y enfocado desde una perspectiva social. Este plan surgió como necesidad de poner freno al proceso urbanizador de inversores inmobiliarios que, luego de la Segunda Guerra Mundial, generaron un sinnúmero de emprendimiento balnearios, subdividiendo para la venta más allá de los límites permitidos, alcanzando prácticamente las arenas de la playa.
El frente costero a urbanizar en Necochea, incluyendo el conocido como lote «Mar 4», constituía un área de unos 4.000 metros por aproximadamente 500 metros de profundidad. Incluiría la construcción de un barrio obrero para 500 familias; toda su infraestructura; hotel-casino; acuario; teatro; anfiteatro al aire libre; velódromo; campo de aviación; cancha de golf, y otros servicios.
Para la realización se llamó a concurso público. Los arquitectos Bonet y Ferrari Hardoy, presentaron un plan para Necochea que resultó distinguido en concurso internacional. Este proyecto proponía eliminar la rígida malla del damero colonial, debido a la monotonía resultante, y al desconocimiento de la topografía y el paisaje original. Proponía en cambio una vuelta a la naturaleza, el respeto por el paisaje, la vida al aire libre y el deporte.
El plan rechazaba la idea anticuada de construir caminos o avenidas costaneras, las cuales dejan escaso espacio entre la ruta y la ribera constituyéndose en un «cinturón de hierro» entre las viviendas y el mar, con el consecuente peligro, como ocurrió en Miramar. Como alternativa a este concepto consideraron situar el camino a unos 500 o 600 metros de la playa, y desarrollar un gran paseo en la franja costera, exclusivo para peatones, con estacionamiento para automóviles en los extremos de cada calle de acceso.
Sin la iniciativa de Mercante y la acción del Instituto Inversor, el Gobierno no pudo frenar el proceso especulativo que acompañó la ocupación y urbanización en la costa Atlántica bonaerense ni el loteo especulativo basado en oferta e improvisación, frustrando así la realización del proyecto con sentido social, y generando cantidad de problemas estructurales, que aún subsisten, y cuyo origen se encuentra en su nacimiento defectuoso.